# Électricité de France
Électricité de France (w skrócie: EDF) – francuskie przedsiębiorstwo państwowe, zajmujące się dostarczaniem energii elektrycznej. Istnieje od 1946 roku.
Od momentu powstania do 2004 w pełni należało do państwa. W 2004 roku EDF stała się spółką akcyjną. Część akcji wprowadzono na giełdę przez centroprawicowy rząd, co wzbudziło burzliwą debatę we Francji. Według uchwalonej wtedy ustawy państwo miało zachować przynajmniej 70% akcji, a prezes przedsiębiorstwa miał być powoływany przez radę ministrów.
W 2022 rząd francuski ogłosił chęć renacjonalizacji silnie zadłużonej EDF. Ostatecznie w 2023 roku przedsiębiorstwo ponownie stało się w pełni państwowe i wycofało się z giełdy. Stan ten usankcjonowała ustawa z 2024 roku. 
We Francji EDF jest monopolistą. Swoje oddziały ma w wielu krajach Europy i Ameryki.

## EDF w Polsce
Przedsiębiorstwo działało także w Polsce, lecz postanowiło się z Polski wycofać. Od stycznia 2017 trwały negocjacje polskich energetycznych spółek Skarbu Państwa w sprawie odkupienia 100% akcji od EDF. Z dniem 13 listopada 2017 r. nastąpiła zmiana właściciela aktywów Grupy EDF Polska. Aktualnym właścicielem tych aktywów jest PGE Polska Grupa Energetyczna S.A. Finalizacja transakcji wiązała się ze zmianą nazwy spółki z EDF Polska S.A. na PGE Energia Ciepła S.A.
Przedsiębiorstwo posiadało udziały w następujących spółkach zależnych w Polsce:
- Zespół Elektrociepłowni Wrocławskich Kogeneracja – EDF International posiada 32,28% akcji Kogeneracji a kontrolowana przez to przedsiębiorstwo EC Kraków posiada dalsze 17,74% akcji
- Przedsiębiorstwo Energetyki Cieplnej Sp. z o.o. w Tarnobrzegu
- Everen
- Przedsiębiorstwo Handlowo-Usługowe ENERGOKRAK Sp. z o.o.
- Fenice Poland

Ogólne przychody EdF Energia Sp. z o.o. w roku 2012 wyniosły ponad 3632 mln złotych, przychody ze sprzedaży wyniosły ponad 3626 mln złotych.